# Eclipse solar de 23 de outubro de 2014

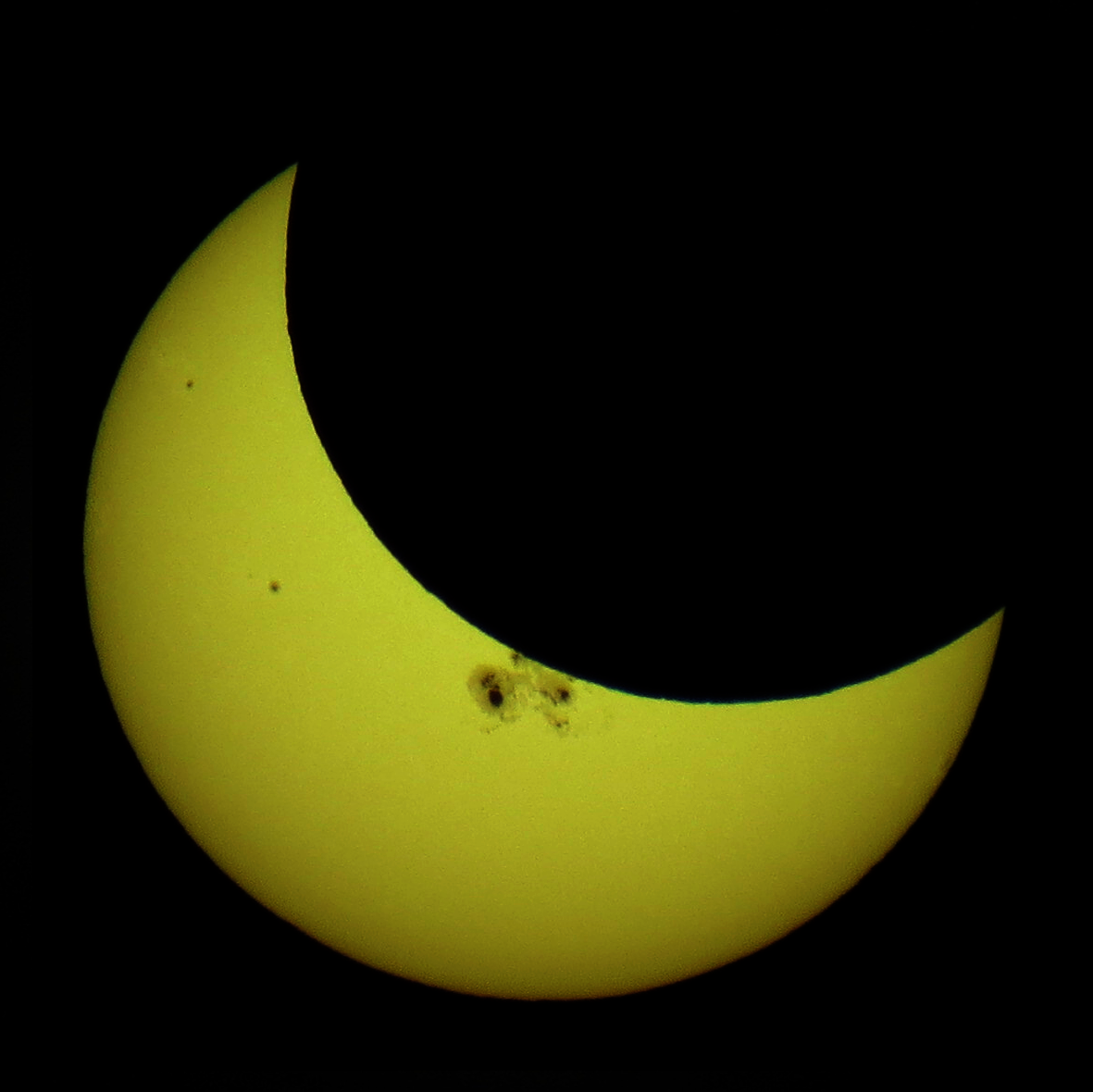
Eclipse solar de 23 de outubro de 2014 visto de Minneapolis

Esquema animado mostrando as áreas atingidas pelo eclipse

O eclipse solar de 23 de outubro de 2014 foi um eclipse parcial e foi visível na América do Norte e sobre o norte do Oceano Pacífico. Foi o eclipse número 9 na série Saros 153 e teve magnitude 0,81.